# Pseudomys hermannsburgensis
Pseudomys hermannsburgensis és una espècie de mamífer rosegador de la família dels múrids. És endèmic d'Austràlia. Es tracta d'un animal nocturn. Ocupa diferents hàbitats àrids, que van des de les dunes fins als herbassars. És una espècie en risc mínim, és a dir, no sembla que hi hagi cap amenaça significativa per a la seva supervivència. El seu nom específic, hermannsburgensis, significa ‘de Hermannsburg’ en llatí.